# Les Sables-d'Olonne
Les Sables-d'Olonne är en kommun i departementet Vendée i regionen Pays de la Loire i västra Frankrike. Les Sables-d'Olonne är en sommarort på den franska atlantkusten. Folkmängden i början av 2017 uppgick till 14 545 invånare i kommunen, 41 262 invånare i det närmaste storstadsområdet (unité urbaine, 85,7 km²), och totalt 47 272 invånare i den fulla storstadsregionen (aire urbaine, 144 km²).
Staden är känd för sina långa sandstränder, rikliga utbud på hotell och restauranger, samt är ett populärt turistmål för bland annat franska pensionärer. Staden är startpunkt för den extrema kappseglingstävlingen Vendee Globe, som har sin start och sitt mål i stadens marina.

## Befolkningsutveckling
Antalet invånare i kommunen Les Sables-d'Olonne
| Referens: INSEE |